# Ovidiu
Ovidiu város Constanța megyében, Dobrudzsában, Romániában. A hozzá tartozó település Poiana.

## Fekvése
A megyeszékhelytől, Konstancától tizenhárom kilométerre északra helyezkedik el. A város a Siutghiol-tó nyugati partján, Mamaia-i üdülőközponttal szemben helyezkedik el.

## Története
A település régi török neve Canara, jelentése: hely ahonnan a követ szerzik (szedik). 1930-ban kapta az Ovidiu nevet, arról a hasonló nevű, kis szigetről mely a várostól száz méterre található Siutghiol-tó közepén helyezkedik el. A sziget pedig a latin költő Ovidius nevére utal, aki a feltételezések szerint itt van eltemetve.

## Lakossága
| 1902 | 1938 | 1977  | 1992  | 2002  |
| 721  | 2857 | 17000 | 12591 | 13134 |

A nemzetiségi megoszlás a következő:
| 2002      | 2002  | 2002   |
| --------- | ----- | ------ |
| Románok   | 12175 | 92,69% |
| Tatárok   | 442   | 3,36%  |
| Törökök   | 357   | 2,71%  |
| Romák     | 117   | 0,89%  |
| Lipovánok | 21    | 0,15%  |
| Magyarok  | 10    | 0,07%  |
| Németek   | 6     | 0,04%  |
| Görögök   | 1     | 0,01%  |
| Zsidók    | 1     | 0,01%  |
| Bolgárok  | 1     | 0,01%  |
| Csehek    | 1     | 0,01%  |
| Egyéb     | 2     | 0,01%  |
| Összesen  | 13134 | 100,0% |

## Külső hivatkozások
- A város honlapja
- Dobrudzsa településeinek török nevei
- 2002-es népszámlálási adatok